# Potamogeton acutifolius
Espèce
Statut de conservation UICN

NT : Quasi menacé
Potamogeton acutifolius, de noms communs Potamot à feuilles aiguës ou Potamot à feuilles pointues, est une plante vivace aquatique du genre Potamot, de la famille des Potamogetonaceae. 

## Description

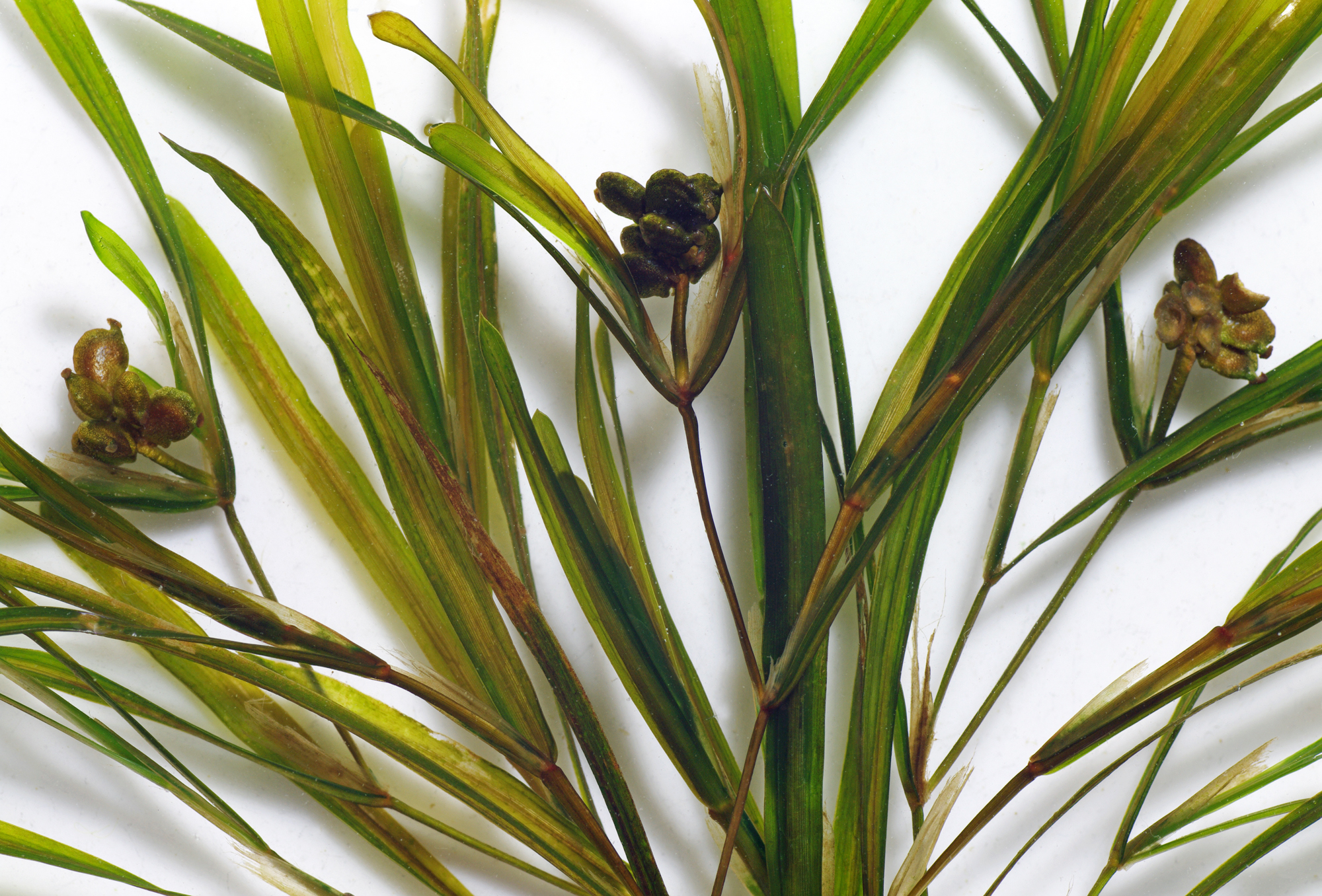
Détails.

### Appareil végétatif
C'est une plante glabre, très rameuse, à tiges comprimées-ailées, presque foliacées ; les feuilles sont allongées, linéaires, insensiblement atténuées en pointe fine, larges de 2-3 mm, à nombreuses nervures fines dont la médiane large et blanchâtre, sessiles, toutes submergées.

### Appareil reproducteur
Les pédoncules sont droits, à peine aussi longs que l'épi subglobuleux formé de 4 à 6 fleurs ; les carpelles sont de 2 à 5, écartés, assez gros (3 sur 2 mm), un peu comprimés en rein, à dos convexe et ondulé-crénelé, à bord interne presque droit, muni d'une dent vers la base, terminé en bec long et latéral crochu.
La floraison a lieu de juin à septembre.

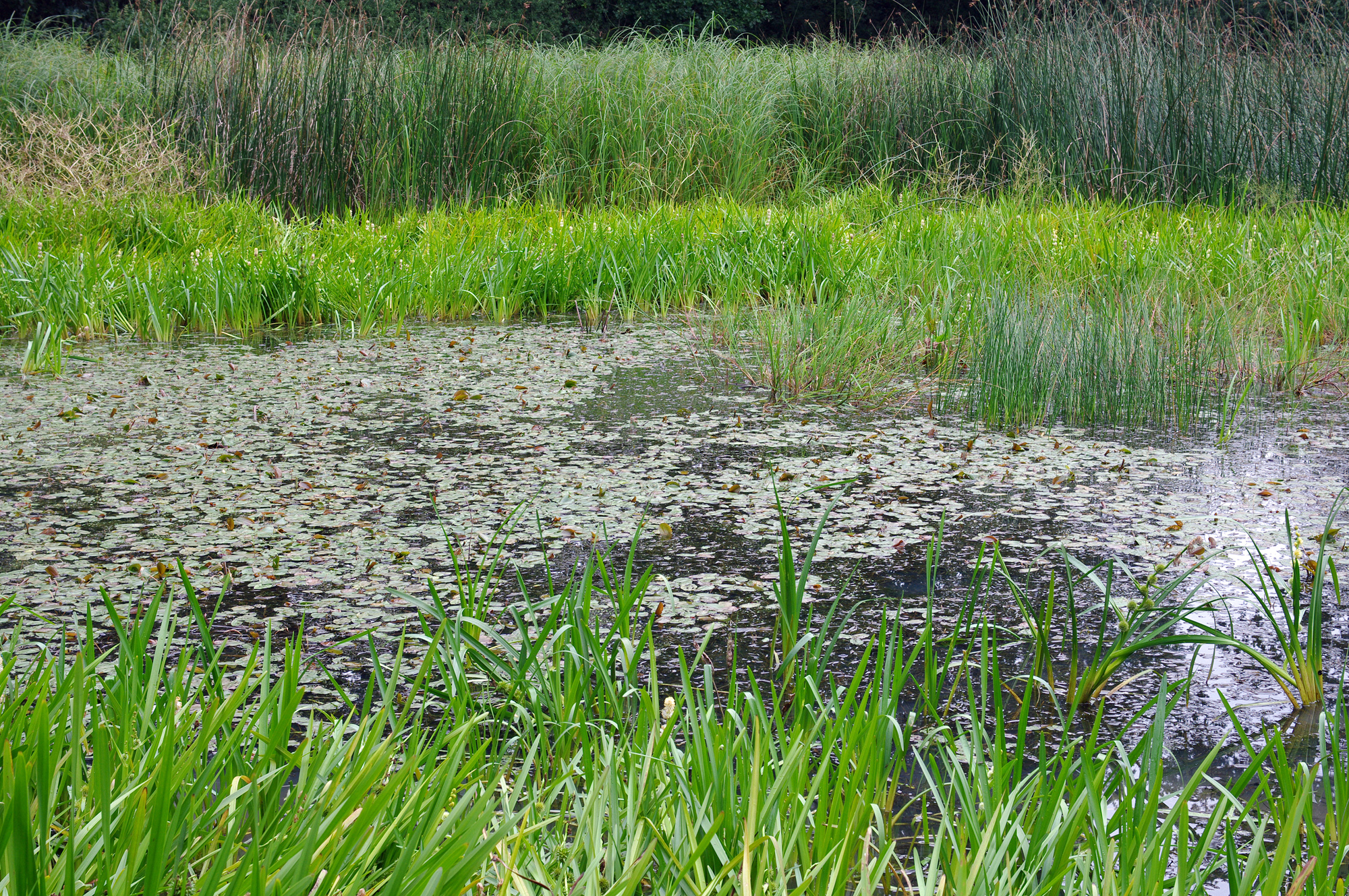
Habitat de Potamogeton acutifolius.

## Habitat et écologie
Le potamot à feuilles pointues est un habitant des étangs, ruisseaux et canaux.

## Répartition
Il est originaire d'Europe centrale et boréale, ainsi que du Caucase.

## Synonyme
- Potamogeton cuspidatus Mert. & W.D.J.Koch, 1823[4]